# Тиршенройт
Тиршенройт (нем. Tirschenreuth) — город и городская община в Германии, на реке Вальднаб, районный центр, расположен в земле Бавария.
Подчинён административному округу Верхний Пфальц. Входит в состав района Тиршенройт.  Население составляет 9099 человек (на 31 декабря 2010 года). Занимает площадь 66,54 км². Официальный код — 09 3 77 154.

## Население

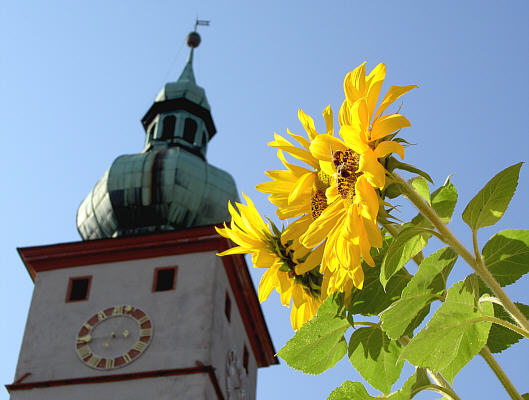
Тиршенройт

По оценке на 31 декабря 2015 года население общины Тиршенройт составляет 8899 чел. 

| Дата      | 1840 | 1871 | 1900 | 1925 | 1939 | 1950 | 1961 | 1970 | 1987 | 2011 |
| --------- | ---- | ---- | ---- | ---- | ---- | ---- | ---- | ---- | ---- | ---- |
| Население | 3969 | 3998 | 5494 | 6921 | 7028 | 9554 | 9511 | 9830 | 9740 | 9154 |

| Год       | 1960 | 1970 | 1980 | 1990 | 2000 | 2009 | 2010 | 2011 | 2012 | 2013 | 2014 | 2015 |
| --------- | ---- | ---- | ---- | ---- | ---- | ---- | ---- | ---- | ---- | ---- | ---- | ---- |
| Население | 9252 | 9861 | 9453 | 9954 | 9584 | 9149 | 9099 | 9107 | 9065 | 8992 | 8898 | 8899 |

## Города-побратимы
Тиршенройт имеет отношения со следующими городами-побратимами:
- Ла-Виль-дю-Буа, Франция (2001)
- Плана, Чехия (2008)
- Лауф-ан-дер-Пегниц, Германия (2011)
- Санта-Фе-Спрингс, Калифорния, США